# Črmošnjice pri Stopičah
Črmošnjice pri Stopičah so naselje v Občini Novo mesto. 
Naselje leži ob lokalni cesti Novo mesto - Stopiče; skozi naselje teče potok Težka voda.

## Etimologija
Krajevno ime je izpeljano iz črémoš, črémaž (danes čemaž) 'divji česen'. Ime torej prvotno označuje kraj, kjer raste ta rastlina.